# Zinkia Entertainment
Zinkia Entertainment es un estudio de animación español. Su obra más conocida es la serie infantil Pocoyó.

## Historia
Zinkia fue fundada en 2001 por David Cantolla López y su hermano Colman López, junto con José María Castillejo como socio capitalista.
El mayor éxito de la compañía es la serie de animación Pocoyó. Los creadores de la serie fueron David Cantolla, quien concibió una serie de dibujos para un público preescolar, y dos empleados de la productora, Luis Gallego y Guillermo García Carsí. La serie se estrenó en Reino Unido en 2005, y a raíz de su éxito fue adquirida por Televisión Española. Desde entonces Pocoyó ha recibido diversos premios y reconocimientos, como el galardón a la «mejor serie de televisión» en el Festival Internacional de Annecy de 2006.
Con el paso del tiempo, Zinkia lanzó numerosos productos derivados de Pocoyó y dos nuevas series de animación: la coproducción hispanofrancesa Shuriken School (2006) y la preescolar Mola Noguru (2013).
La trayectoria de Zinkia se vio afectada por su gestión interna. Entre 2008 y 2011 los hermanos Cantolla vendieron sus acciones a José María Castillejo, quien diseñó un plan de expansión con nuevos proyectos, un estudio de videojuegos (Zinkia Games) y la salida al Mercado Alternativo Bursátil. Después de que fracasara una emisión de bonos, la empresa entró en números rojos: en 2012 realizó un ERE que afectó a un tercio de la plantilla, y en 2013 tuvo que declararse en concurso de acreedores.
Zinkia logró remontar esta crisis gracias a los ingresos de Pocoyó, tanto en derechos televisivos como a través de su canal oficial en YouTube. En 2016 fue adquirida por el empresario mexicano Miguel Valladares, y desde entonces se ha centrado exclusivamente en las series de animación.